# Polystichum marionense
Polystichum marionense là một loài dương xỉ trong họ Dryopteridaceae. Loài này được Alston & Schelpe mô tả khoa học đầu tiên năm 1957.
Danh pháp khoa học của loài này chưa được làm sáng tỏ. 